# Michael Ebert (Wirtschaftswissenschaftler)
Michael Ebert ist ein deutscher Ökonom.

## Leben
Von 1999 bis 2004 studierte er BWL/Internationales Management an der Otto-von-Guericke-Universität Magdeburg (Abschluss als Diplomkaufmann). Von 2004 bis 2009 absolvierte er ein Promotionsstudium an der Universität Mannheim. Von 2009 bis 2016 war er wissenschaftlicher Assistent am Lehrstuhl für ABWL und Rechnungswesen der Universität Mannheim. Seit 2016 ist er Professor für Betriebswirtschaftslehre, insbesondere Controlling, an der Universität Paderborn.

## Schriften (Auswahl)
- mit Nicole Zein: Wertorientierte Vergütung des Aufsichtsrats. Auswirkungen auf den Unternehmenswert. Mannheim 2007.
- mit Jannis Bischof: IAS 39 and biases in the risk perception of financial instruments. Mannheim 2007.
- Der Konzernabschluss als Element der Corporate Governance. Wiesbaden 2010, ISBN 978-3-8349-2393-6.